# Spanska Sahara
Spanska Sahara  (spanska: Sáhara Español eller Sahara Español; arabiska: الصحراء الاسبانية Al-Sahrā'a Al-Isbānīyah) kallades det som senare kom att bli Västsahara på den tiden då det var ett spanskt territorium under åren 1884-1975. Territoriet var en av de sista delarna av Spanska imperiet, och spanjorerna lämnade området efter internationellt tryck, framför allt efter att FN beslutat om avkolonisering, samt intern press från ursprungsbefolkningen och de anspråk som Marocko och Mauretanien gjorde. Rätten till området är ännu omtvistad.
1884 tilldelades Spanien kustområdet på det som senare kom att bli Västsahara under Berlinkonferensen, och började upprätta handelsstationer och militär närvaro. I mitten av 1886, då Spanska sällskapet för kommersiell geografi (Sociedad Española de Geografía Comercial) sponsrade, Julio Cervera Baviera, korsade Felipe Rizzo (1823–1908), och Francisco Quiroga (1853–1894)  Río de Oro, där de gjorde topografiska och astronomiska observationer på en plats som många av dåtidens geografer inte visste mycket om. Det brukar räknas som den första vetenskapliga expeditionen till den delen av Sahara.

### Fotnoter
1. ↑  ”World Statesmen”. http://www.worldstatesmen.org/Western_Sahara.html. Läst 17 mars 2012.
2. ↑  ”Encuentro con Premiados SGE 2007”. Sociedad Geográfica Española. Arkiverad från originalet den 29 september 2011. https://web.archive.org/web/20110929225346/http://www.sge.org/actividades/actividades/conferencias/conferencias-sge-2008.html.